# Scopocira dentichelis
Scopocira dentichelis là một loài nhện trong họ Salticidae.
Loài này thuộc chi Scopocira. Scopocira dentichelis được Eugène Simon miêu tả năm 1900.